# Население на Буркина Фасо
Населението на Буркина Фасо според последното преброяване от 2006 г. е 14 017 262 души.

## Численост
Численост на населението според преброяванията през годините:
| Година | Численост  |
| 1985   | 7 964 705  |
| 1996   | 10 312 609 |
| 2006   | 14 017 262 |

## Възрастова сткруктура
(2006)
- 0 – 14 години: 46,8% (мъжe 3 267 202 / жени 3 235 190)
- 15 – 64 години: 50,7% (мъже 3 513 559 / жени 3 538 623)
- над 65 години: 2,5% (мъже 140 083 / жени 208 315)

## Коефициент на плодовитост
- 2000: 6,28

## Етнически състав
Над 40 % от населението на Буркина Фасо са моси.

## Религия
- 61 % – мюсюлмани
- 30 % – християни
- 9 % – местни религии

## Език
Официален език в Буркина Фасо е френският.